# KEYAKI LIGHT PARADE
KEYAKI Light Parade（けやきライトパレード）は、和歌山県JR和歌山駅前から西へと続くけやき大通り沿いをイルミネーションで彩るライトアッププロジェクト。2023年より開催。

## 概要
JR和歌山駅から和歌山城をつなぐ延長2kmにわたる街路樹約230本に、約70万球がライトアップされる。イルミネーションの下で地元企業や団体、地域住民がそれぞれの強みを生かしアイデアを出し合ったり、新たな繋がりが生まれることで、和歌山の地域課題の解決や地域活性化を図ることを目的としている。期間中は様々なイベントが行われる。イベントの費用は協賛企業からの協賛金、クラウドファンディングからまかなわれる。
2024年イルミネーションストリートの電球数は100万球で"日本一”となる。（けやき大通りイルミネーション実行委員会調べ）

## 沿革
2023年　初開催
2024年　100万球で日本一のイルミネーションストリートが誕生！

## 開催日時
2023年11月23日（木）～2024年2月29日（月）17時から23時
2024年11月23日（土）～2025年2月28日（金）17時から23時

## 開催場所
JR・和歌山電鐵和歌山駅から和歌山城まで続くけやき大通り

## イベント一覧
様々な企業や団体が和歌山の冬の夜を盛り上げるためにイベントを企画。
- けやきダンスパレード

- 歩行者天国

- けやきスタンプパレード

けやき大通り周辺の飲食店100店舗を応援するプロジェクトを実施。飲食店に設置しているQRコードを読み取り、誰でも参加できる。
- 和歌山ふぉんと

ご当地ふぉんととは、障がい者支援事業所協力のもと、障がい者の描くイラストや文字をデザイナーによりパブリックデータとし利用促進を図るソーシャルプロジェクト。障がい者の工賃向上を目指し、個々の特性を活かしつつ、地域特性（名産品、観光地）をアレンジしたデザインは業種問わず、さまざまな企業の地域特産品に採用されている。 けやきライトパレードでは和歌山ふぉんとを街頭フラッグ、オリジナル紙袋、店舗に設置するバーナーとして活用。
- KEYAKI 光のSANTA Parade2023

一般社団法人サンタスピリッツによるサンタ衣装に身を包み和歌山のメインストリートである「けやき通り」を歩くチャリティーイベント。集まった寄付金はクリスマス、病院に入院して家で家族と過ごせない病気やケガと闘うこどもたちに送るプレゼント代として使われる。
- 人生100年SDGｓアクション告知イルミネーション

SDGs達成に向けた取組事例25個アクションの中から、市民等による3,796票の投票によって「ベストSDGsアクション」が選ばれる。
- 自転車タクシー

自転車活用を推進する和歌山サイクルプロジェクト。サイクル観光は、SDGs目標「11.住み続けられるまちづくりを」にも関連する。
- ウォーカブルなまちづくり研修 （有料）

アイデア創発ワークショップや価値創出ワークショップを開催し、地域課題解決に向け、企業や個人の強みをどのように生かせるか話し合うイベント。
- WIB KEYAKI BizDrinks

カジュアルに経営者や起業家の話を聞ける和歌山の経営者による講演会「WIB KEYAKI BizDrinks」開催
- けやきライトパレード×和歌山美少女図鑑プロモーションオーディション

ライブ配信アプリ「ミクチャ」でオーディションを開催し、けやきライトパレード×和歌山美少女図鑑のプロモーションモデル3名を選出。
- 城前ひろばマルシェ

和歌山が好き！和歌山を盛り上げたい！そんな熱い気持ちを持った同志で開催する「城善マルシェ」。軽食や雑貨販売、ワークショップがあり家族で楽しめる。
- TOYOTA「MIRAI」でイルミネーション点灯

災害が起きた際の非常用電源として活躍が期待される「MIRAI」は一般家庭で使う電力に換算すると約4日文の電力が蓄電可能で、1500Wの電力供給が可能。この車両を活用し、イルミネーションを点灯させる。
- サントリー「翠」キャンペーン

対象店でけやきライトパレードキャンペーンページのクーポン画像を提示すると「翠ジンソーダ」が1杯無料に。約60店舗参加。
- ノーリツプレシジョン株式会社 けやきライトパレードフォトコンテスト

写真プリンターなどを開発・製造するノーリツプレシジョンがフォトコンテストを実施。
- TGC和歌山2024オリジナルライトアップフォトスポット

TGC和歌山とスペシャルコラボレーションし、市内2箇所にフォトスポットを設置。
- きもの文化普及協会「着物で歩こうかい」

着物愛好家が集まり、イルミネーションの中を着物で散策。
- 明治安田生命保険健活プロジェクト「みんなで地球1周Walk」

- アドベンチャーワールド「Adventure World Smile Night Parade!」

和歌山のプロeスポーツチーム「WIP|和歌山インダミタブルパンダ」と楽しむ eスポーツ体験コーナーや、パークオリジナルグッズ/フードの販売、キャラクターグリーティングなどのパークコンテンツ。
- テラスポット

ウォーカブルなまちづくり研修の一環として、町の飲食店に屋外照明と屋外家具を設置。

## 和歌山市周辺のイルミネーション
- JR和歌山駅MIO
- 南海和歌山市駅KINO
- 市堀川　水辺周辺
- JR海南駅前
- 海南ノビノス
- 和歌山城　光の回廊

## 特別番組
- WBS和歌山放送　CHIRISTMAS SHOW ROOM
- テレビ和歌山　けやきライトパレード特別番組「KEYAKI LIGHT PARADE この冬和歌山が光輝く」

## 運営
- 運営：和歌山けやき大通りイルミネーション実行委員会
- 協賛：和歌山県内外の企業
- 協力：和歌山市内の店舗、クラウドファンディング
- 演出：フェスタ・ルーチェ実行委員会
- プロデュース：株式会社タカショーデジテック（和歌山）

## 付随するイベント
- フェスタ・ルーチェin和歌山マリーナシティ
- SHIRARAHAMA LIGHT PARADE (和歌山県　白浜町）
- フェスタ・ルーチェinえひめこどもの城